# Cá dìa hoa
Siganus spinus là một loài cá biển thuộc chi Cá dìa trong họ Cá dìa. Loài cá này được mô tả lần đầu tiên vào năm 1758.

## Từ nguyên
Từ định danh của loài cá này, spinus, trong tiếng Latinh có nghĩa là "gai góc", hàm ý đề cập đến các gai độc trên vây lưng, vây hậu môn và vây bụng.

## Phạm vi phân bố và môi trường sống
S. spinus có phạm vi phân bố rộng rãi ở vùng biển Đông Ấn Độ Dương và Tây Thái Bình Dương. Loài cá này được tìm thấy ở ngoài khơi đông nam Ấn Độ và Sri Lanka, băng qua biển Andaman (bao gồm cả quần đảo Andaman và Nicobar) ở phía đông, trải rộng khắp vùng biển các nước Đông Nam Á và các quốc đảo thuộc châu Đại Dương (xa nhất đến Tuamotu); phía bắc trải dài đến miền nam Nhật Bản; phía nam giới hạn đến New Caledonia, bờ tây và đông bắc Úc.
S. spinus sống gần các rạn san hô ở độ sâu đến ít nhất là 50 m.

## Mô tả
Chiều dài cơ thể tối đa được ghi nhận ở S. spinus là 28 cm. Cơ thể có màu nâu (từ nhạt đến sẫm với nhiều sắc thái khác nhau) với các vân gợn sóng màu kem nhạt đến trắng xanh nhạt. Các văn sóng tạo nên một hoa văn mê cung ở thân trên, còn thân dưới là các đường gợn sóng nằm ngang. Hoa văn trên cơ thể lan rộng đến vây bụng, gai vây lưng và vây hậu môn. Các tia vây lưng và vây hậu môn có 2 hoặc 3 dải màu sẫm, màng vây trong suốt. Có các dải trắng nổi bật trên gốc vây đuôi và vây đuôi. Vây ngực trong suốt. Mống mắt ánh vàng kim được bao quanh bởi các vạch màu nâu đen.
Số gai ở vây lưng: 13; Số tia vây ở vây lưng: 10; Số gai ở vây hậu môn: 7; Số tia vây ở vây hậu môn: 9; Số tia vây ở vây ngực: 16 -18; Số gai ở vây bụng: 1; Số tia vây ở vây bụng: 5.

## Sinh thái học
S. spinus trưởng thành sống thành từng nhóm nhỏ (dưới 10 cá thể), cá bột và cá con đang lớn hợp thành đàn lớn. Chúng có thể sống theo cặp, hoặc lẫn vào đàn của các loài cá đuôi gai, cá mó hoặc những loài cá dìa họ hàng.
Thức ăn của chúng là các loại rong tảo, từ tảo sợi đến các loại tảo lớn hơn. Cá trưởng thành lẫn cá con đều là kiếm ăn vào ban ngày.